# Leon Machère/Diskografie
Diese Diskografie ist eine Übersicht über die musikalischen Werke des deutsch-albanischen Webvideoproduzenten & Rappers Leon Machère und seiner vorangegangenen Pseudonyme wie Albarazz. Seine erfolgreichste Veröffentlichung ist die Single Copacabana mit über 400.000 verkauften Einheiten.

## Alben

### Studioalben
| Jahr | Titel Musiklabel     | Höchstplatzierung, Gesamtwochen, AuszeichnungChartplatzierungen (Jahr, Titel, Musiklabel, Platzierungen, Wochen, Auszeichnungen, Anmerkungen) | Höchstplatzierung, Gesamtwochen, AuszeichnungChartplatzierungen (Jahr, Titel, Musiklabel, Platzierungen, Wochen, Auszeichnungen, Anmerkungen) | Höchstplatzierung, Gesamtwochen, AuszeichnungChartplatzierungen (Jahr, Titel, Musiklabel, Platzierungen, Wochen, Auszeichnungen, Anmerkungen) | Anmerkungen                         |
| Jahr | Titel Musiklabel     | DE | AT | CH | Anmerkungen                         |
| ---- | -------------------- | --- | --- | --- | ----------------------------------- |
| 2017 | F.A.M.E. Chapter ONE | DE15 (1 Wo.)DE | AT30 (1 Wo.)AT | CH65 (1 Wo.)CH | Erstveröffentlichung: 24. März 2017 |

## Singles
| Jahr | Titel Album  | Höchstplatzierung, Gesamtwochen, AuszeichnungChartplatzierungen (Jahr, Titel, Album, Platzierungen, Wochen, Auszeichnungen, Anmerkungen) | Höchstplatzierung, Gesamtwochen, AuszeichnungChartplatzierungen (Jahr, Titel, Album, Platzierungen, Wochen, Auszeichnungen, Anmerkungen) | Höchstplatzierung, Gesamtwochen, AuszeichnungChartplatzierungen (Jahr, Titel, Album, Platzierungen, Wochen, Auszeichnungen, Anmerkungen) | Anmerkungen                                                 |
| Jahr | Titel Album  | DE | AT | CH | Anmerkungen                                                 |
| ---- | ------------ | --- | --- | --- | ----------------------------------------------------------- |
| 2018 | Copacabana – | DE13 Platin · (41 Wo.)DE | AT18 (19 Wo.)AT | CH80 (1 Wo.)CH | Erstveröffentlichung: 27. Juli 2018 Verkäufe: + 400.000     |
| 2019 | Portofino –  | DE18 (7 Wo.)DE | AT25 (3 Wo.)AT | CH68 (1 Wo.)CH | Erstveröffentlichung: 28. Juni 2019 mit Kay One feat. Tilly |

Weitere Singles
- 2012: WeitWeitWeg (als Albarazz feat. Tasha)
- 2012: Schicksalsschlag (als Albarazz feat. Moe Phoenix)
- 2012: C’est la Vie (als Albarazz feat. K-Shah)
- 2015: Hamburg bei Nacht (als Albarazz)
- 2015: VorBye (feat. Ramsi Aliani)
- 2017: ApeCrime wird geroastet (Disstrack)
- 2017: Unsere Zeit
- 2017: King of Prank
- 2017: 2 Millionen
- 2017: Meine Jungs & ich
- 2017: Mädchen aus dem Block (feat. Moé)
- 2017: Alles schnell
- 2017: Bart Simpson
- 2017: Dächer der Skyline (feat. Rola)
- 2017: Engel auf Eis
- 2017: Fame
- 2017: Roter Ferrari
- 2017: Snapchat Girl (feat. Moé)
- 2019: Trigger
- 2019: Bruder muss los (feat. ApoRed)
- 2021: Camila
- 2022: Dorfmatratze
- 2025: Playboy (mit Marie Wegener, Momo Chahine & Kay One)

## Statistik

### Chartauswertung
|                     | DE    | AT    | CH    |
| ------------------- | ----- | ----- | ----- |
| Nummer-eins-Alben   | DE—DE | AT—AT | CH—CH |
| Top-10-Alben        | DE—DE | AT—AT | CH—CH |
| Alben in den Charts | DE1DE | AT1AT | CH1CH |

|                       | DE    | AT    | CH    |
| --------------------- | ----- | ----- | ----- |
| Nummer-eins-Singles   | DE—DE | AT—AT | CH—CH |
| Top-10-Singles        | DE—DE | AT—AT | CH—CH |
| Singles in den Charts | DE2DE | AT2AT | CH2CH |

### Auszeichnungen für Musikverkäufe
Anmerkung: Auszeichnungen in Ländern aus den Charttabellen bzw. Chartboxen sind in ebendiesen zu finden.
| Land/RegionAuszeichnungen für Musikverkäufe (Land/Region, Auszeichnungen, Verkäufe, Quellen) | Gold | Platin  | Verkäufe | Quellen           |
| -------------------------------------------------------------------------------------------- | ---- | ------- | -------- | ----------------- |
| Deutschland (BVMI)                                                                           | —    | Platin1 | 400.000  | musikindustrie.de |
| Insgesamt                                                                                    | —    | Platin1 |          |                   |